# Jorge Hernández (pugile)
Jorge Hernández Padrón (L'Avana, 17 novembre 1954 – L'Avana, 12 dicembre 2019) è stato un pugile cubano.

## Carriera
Ha vinto la medaglia d'oro olimpica nel pugilato alle Olimpiadi di Montreal 1976 nella categoria pesi mosca leggeri.
Inoltre ha conquistato una medaglia d'oro (1974) e una medaglia d'argento (1978) ai campionati mondiali di pugilato dilettanti e una medaglia d'oro (1975) ai giochi panamericani, sempre nei pesi mosca leggeri.